# (16485) 1990 RG2
A (16485) 1990 RG2 a Naprendszer kisbolygóövében található aszteroida. Henry E. Holt fedezte fel 1990. szeptember 14-én.